# North (Seychelles)
La isla de North, en Seychelles es una pequeña isla de origen granítico, de 2,01 km², a 5 km al norte de Silhouette. 
En 2003 se han construido 11 casitas para huéspedes como recurso turístico.
North fue una de las primeras islas de Seychelles conocidas. Una expedición en 1609 de Alexander Sharpeigh de la Compañía Británica de las Indias de Oriente divulgó que la isla tenía una gran población de las tortugas gigantes de tierra.
Desde 1826 hasta los años 70, la isla perteneció a la familia Beaufond de Reunión. Durante este tiempo la isla fue una plantación de frutas y especies. También producía guano, aceite de pescado y copra. Cuando la plantación fue vendida en los años 70, la isla cayó en desuso, extendiéndose en ella animales salvajes y malas hierbas foráneas.
Últimamente se están reintroduciendo las especies nativas de flora y fauna de Seychelles y quitando las especies ajenas para devolver la isla a su estado primigenio.